# Clifford Truesdell
Clifford Ambrose Truesdell III (18 de febrero de 1919 – 14 de enero de 2000) fue un matemático e historiador de la ciencia estadounidense.

## Biografía
Clifford Truesdell nació en 1919 en Los Ángeles, California, Estados Unidos. Estudió matemáticas y física en Caltech, donde se graduó en 1941. Obtuvo su doctorado en matemáticas en 1943 en Universidad de Princeton. 
Durante unos años realizó investigaciones en mecánica para la Marina de los Estados Unidos. Dictó clases en la Universidad de Indiana entre 1950 y 1961, y luego profesor de mecánica racional en la Universidad Johns Hopkins de Baltimore, hasta su retiro en 1989. Junto con Walter Noll realizaron contribuciones fundacionales a la mecánica de los medios continuos.
También fue un importante historiador de la ciencia y las matemáticas. Editó (solo o en colaboración) seis volúmenes de las obras completas de Leonhard Euler.

## Premios
- Medalla Euler de la Academia de Ciencias de la URSS, 1958 and 1983;
- Medalla Bingham de la Sociedad de Reología, 1963;
- Premio Birkhoff de la American Mathematical Society y la Society for Industrial and Applied Mathematics, 1978;
- Medalla Theodore von Karman, 1996.

## Publicaciones seleccionadas
- Essays in the History of Mechanics, Springer-Verlag, 1968.
- Ensayos de Historia de la Mecánica, Taurus, 1975.
- An Idiot's Fugitive Essays on Science, Springer-Verlag, 1984.
- A First Course in Rational Continuum Mechanics, Academic Press
- The Kinematics of Vorticity, 1954
- Rational Thermodynamics, McGraw-Hill
- The Elements of Continuum Mechanics, Springer-Verlag
- The Tragicomical History of Thermodynamics, 1822-1854. ISBN 0-387-90403-4.
- Great Scientists of Old As Heretics in "the Scientific Method". ISBN 0-8139-1134-6.
- Classical Field Theories of Mechanics, con Toupin, volumen III/1 de Handbuch der Physik editado por Siegfried Flügge
- Non-linear Field Theories of Mechanics, con Walter Noll, volumen III/3 de Handbuch der Physik editado por Siegfried Flügge